# Manuale di Stevin
Il manuale di Stevin era suddiviso in tre parti riguardanti, rispettivamente:
- Le definizioni di:
  1. Capitale (somma sulla quale si calcola l'interesse)
  2. Interesse (somma da pagare sul capitale nel tempo)
  3. Saggio d’interesse (rapporto tra interesse e capitale)
  4. Interesse semplice (prodotto soltanto dal capitale)
  5. Interesse composto (prodotto dal capitale insieme con l'interesse già caricato)
  6. Interesse profittevole (quello aggiunto al capitale)
  7. Interesse da detrarre (lo sconto)
- Problemi dell'interesse semplice:
  1. Ricerca dell'interesse o del capitale (7 esempi)
  2. Ricerca del valore attuale scontato (14 esempi)
- Problemi dell'interesse composto:
  1. Valore attuale dell'unità di moneta
  2. Valore attuale della successione: {\displaystyle 1,\ 2,\ 3,\ ...,n\ }

Tra i 44 esempi trattati nel manuale, quelli più interessanti sono gli ultimi 14, che egli risolse utilizzando la sua seconda tavola che riguarda i valori di {\displaystyle \sum _{n=1}^{n}n(1+i)^{-n}} (da ricordare che entrambe le tavole di Stevin, relativamente ai valori di {\displaystyle (1+i)^{-n}\ } e {\displaystyle \sum _{n=1}^{n}n(1+i)^{-n}} sono calcolate con 7 o più cifre, per: 

{\displaystyle n=1,2,3,...,30\ } e 

{\displaystyle \ i=1/15,1/16,...,1/22\ } 

{\displaystyle \ i=0,01;0,02;...;0,16\ )}
In questi problemi Stevin dimostrò la perfetta concezione di valore attuale di un capitale e di una successione di capitali.